# Rebollar (Càceres)
Rebollar és un municipi de la província de Càceres, a la comunitat autònoma d'Extremadura (Espanya).
El nom d'aquesta població deriva de rebollo, és a dir, turó de roure petit. Ubicada al costat de la riba nord de la vall del Jerte, ofereix unes vistes magnífiques dels prats de la ribera. És un bon punt de partida per ascendir al pic o coll del Cevurnal (1.589), des on s'hi poden observar les valls del Jerte i del Ambroz.
La seva arquitectura popular el converteix en un museu vivent d'estrets carrerons en els quals els alerons i balcons pràcticament es toquen. Les cases del Canchal, enfilades de manera precària sobre roques enormes de granit, són dignes de veure.
En qualsevulla dels seus bars es pot degustar l'orella de porc adobada i beure un bon vi de pitarra.